# 施氏異齒䲁
施氏異齒䲁（學名：Ecsenius schroederi），又稱施氏無鬚䲁，為輻鰭魚綱鳚形目䲁科異齒䲁屬的一種，分布於西太平洋印尼海域，深度2至12公尺，本魚體延長，稍側扁，似圓柱狀；頭鈍短。前鼻孔具一鼻鬚；無眼上鬚及頸鬚，後犬齒，兩側各一個，側線無垂直孔對，體色棕色，體上側有一條深色線條，上方有一排小白點，兩條深色中側線之間有一系列白色斑點或虛線，體長可達7公分，棲息在珊瑚礁區，雌魚產附著性卵，雄魚有護卵行為，幼魚為浮游性，生活習性不明。